# Lost Themes II
Albums de John Carpenter
Lost Themes
(2015) Anthology: Movie Themes 1974-1998
(2017)
Lost Themes II est le second album studio du réalisateur et compositeur américain John Carpenter, sorti en 2016. L'album est composé et interprété par John Carpenter, son fils Cody et Daniel Davies (ancien de Karma to Burn et fils de Dave Davies du groupe The Kinks).

## Liste des titres
| No  | Titre            | Durée |
| --- | ---------------- | ----- |
| 1.  | Distant Dream    | 3:51  |
| 2.  | White Pulse      | 4:20  |
| 3.  | Persia Rising    | 3:39  |
| 4.  | Angel's Asylum   | 4:16  |
| 5.  | Hofner Dawn      | 3:15  |
| 6.  | Windy Death      | 3:39  |
| 7.  | Dark Blues       | 4:16  |
| 8.  | Virtual Survivor | 3:58  |
| 9.  | Bela Lugosi      | 3:23  |
| 10. | Last Sunrise     | 4:28  |
| 11. | Utopian Facade   | 3:47  |

| 12. | Real Xeno | 4:30 |